# منطقه شراب‌گیری توکای
منطقه شراب‌گیری توکای (مجاری: Tokaji borvidék) منطقه‌ای در مجارستان و جزء میراث جهانی یونسکو است. این منطقه به‌ویژه به‌عنوان خاستگاه شراب توکایی آسو، قدیمی‌ترین شراب با پوسیدگی مطلوب در جهان مشهور است. منطقه توکای در پادشاهی مجارستان بوده، اما پس از پیمان تریانون بین مجارستان و چکسلواکی تقسیم شد؛ بخش کوچک‌تری از منطقه شراب‌گیری تاریخی در حال حاضر به اسلواکی تعلق دارد.